# 考斯比一家
《考斯比一家》（英語：The Cosby Show）是一部美国的电视情景喜剧，由比尔·考斯比主演。1984年9月20日，《考斯比一家》首度在NBC电视网中播出，其后共製播了8季。节目的中心聚焦于Huxtable一家：一个住在纽约市布鲁克林区的一座棕色石磚屋的上中产阶级黑人家庭。
此节目在中華電視公司播出時，曾被譯作《天才老爹》。

## 在中国的影响
导演英达曾多次表示，他是在美国学习期间看到了《考斯比一家》而萌生了拍摄情景喜剧的想法。 之后英达回国拍摄了中国首部情景喜剧《我爱我家》并大获成功。